# Dasypolia informis
Dasypolia informis är en fjärilsart som beskrevs av Walker 1856. Dasypolia informis ingår i släktet Dasypolia och familjen nattflyn. Inga underarter finns listade i Catalogue of Life.